# Maria Elisabetta di Brunswick-Wolfenbüttel
Maria Elisabetta di Brunswick-Wolfenbüttel (Brunswick, 7 gennaio 1638 – Coburgo, 15 febbraio 1687) è stata una nobildonna tedesca membro del casato di Welf per mezzo dei suoi due matrimoni Duchessa di Sassonia-Eisenach e Sassonia-Coburgo.

## Biografia
Nata a Brunswick, era la seconda dei tre figli di Augusto il Giovane, Duca di Brunswick-Lüneburg e della sua terza moglie, Elisabetta Sofia di Meclemburgo-Güstrow. Maria Elisabetta e suo fratello maggiore Ferdinando Alberto erano gli unici figli sopravvissuti del matrimonio dei loro genitori. Inoltre, avevano sette fratellastri e sorellastri più grandi nati dai due precedenti matrimoni del Duca Augusto, di cui solo quattro avevano raggiunto l'età adulta: Rodolfo Augusto, Sibilla Ursula, per matrimonio Duchessa di Schleswig-Holstein-Sonderburg-Glücksburg, Clara Augusta, per matrimonio Duchessa di Württemberg-Neustadt e Antonio Ulrico, tutti nati dal secondo matrimonio di Augusto con Dorotea di Anhalt-Zerbst.

## Matrimonio
A Wolfenbüttel il 18 gennaio 1663, Maria Elisabetta sposò Adolfo Guglielmo, Duca di Sassonia-Eisenach. Ebbero cinque figli maschi:
1. Carlo Augusto, Principe Ereditario di Sassonia-Eisenach (Eisenach, 31 gennaio 1664 - Eisenach, 14 febbraio 1665).
2. Federico Guglielmo, Principe Ereditario di Sassonia-Eisenach (Eisenach, 2 febbraio 1665 - Eisenach, 3 maggio 1665).
3. Adolfo Guglielmo, Principe Ereditario di Sassonia-Eisenach (Eisenach, 26 giugno 1666 - Eisenach, 11 dicembre 1666).
4. Ernesto Augusto, Principe Ereditario di Sassonia-Eisenach (Eisenach, 28 agosto 1667 - Eisenach, 8 febbraio 1668).
5. Guglielmo Augusto, Duca di Sassonia-Eisenach (Eisenach, 30 novembre 1668 - Eisenach, 23 febbraio 1671).

Il Duca Adolfo Guglielmo morì il 21 novembre 1668, lasciando la sua vedova in stato avanzato di gravidanza del loro quinto ed ultimo figlio. Nove giorni dopo, nacque Guglielmo Augusto che dal momento della nascita diventò Duca di Sassonia-Eisenach, sotto la tutela di suo zio Giovanni Giorgio; tuttavia, essendo un bambino malaticcio come tutti i suoi quattro fratelli maggiori, morì all'età di 2 anni, e il ducato di Sassonia-Eisenach passò a Giovanni Giorgio.
A Gotha il 18 luglio 1676, Maria Elisabetta si sposò per la seconda volta con Alberto, co-Duca di Sassonia-Gotha-Altenburg con i suoi fratelli; dopo il loro matrimonio, la coppia si stabilì a Saalfeld, che era designata come residenza di Alberto. Ebbero un figlio maschio:
1. Ernesto Augusto (Saalfeld, 1 settembre 1677 – Saalfeld, 17 agosto 1678).

Dopo la conclusione di un trattato definitivo di partizione con i suoi fratelli, nel 1680 Alberto ricevette Coburgo, dove lui e Maria Elisabetta trasferirono la loro residenza.
Maria Elisabetta morì a Coburgo, all'età di 49 anni, dopo essere sopravvissuta a tutti i suoi figli. Il suo vedovo si risposò morganaticamente un anno dopo e morì senza figli nel 1699.

## Ascendenza
|                                            |                                      |                                            | Genitori                           |  |  | Nonni |  |  | Bisnonni                        |  |  | Trisnonni                    |  |
|                                            |                                      |                                            |                                    |  |  |       |  |  | Ernesto I di Brunswick-Lüneburg |  |  | Enrico di Brunswick-Lüneburg |  |
|                                            |                                      |                                            |                                    |  |  |       |  |  | Ernesto I di Brunswick-Lüneburg |  |  | Enrico di Brunswick-Lüneburg |  |
|                                            |                                      | Margherita di Sassonia                     |                                    |  |  |       |  |  | Ernesto I di Brunswick-Lüneburg |  |  |                              |  |
| Enrico III di Brunswick-Lüneburg           |                                      |                                            |                                    |  |  |       |  |  | Ernesto I di Brunswick-Lüneburg |  |  |                              |  |
|                                            |                                      | Sofia di Meclemburgo-Schwerin              | Enrico V di Meclemburgo-Schwerin   |  |  |       |  |  |                                 |  |  |                              |  |
|                                            |                                      | Sofia di Meclemburgo-Schwerin              | Enrico V di Meclemburgo-Schwerin   |  |  |       |  |  |                                 |  |  |                              |  |
|                                            |                                      | Sofia di Meclemburgo-Schwerin              | Ursula del Brandeburgo             |  |  |       |  |  |                                 |  |  |                              |  |
| Augusto di Brunswick-Lüneburg              |                                      | Sofia di Meclemburgo-Schwerin              |                                    |  |  |       |  |  |                                 |  |  |                              |  |
|                                            |                                      | Francesco I di Sassonia-Lauenburg          | Magnus I di Sassonia-Lauenburg     |  |  |       |  |  |                                 |  |  |                              |  |
|                                            |                                      | Francesco I di Sassonia-Lauenburg          | Magnus I di Sassonia-Lauenburg     |  |  |       |  |  |                                 |  |  |                              |  |
|                                            |                                      | Francesco I di Sassonia-Lauenburg          | Caterina di Braunschweig-Lüneburg  |  |  |       |  |  |                                 |  |  |                              |  |
| Ursula di Sassonia-Lauenburg               |                                      | Francesco I di Sassonia-Lauenburg          |                                    |  |  |       |  |  |                                 |  |  |                              |  |
|                                            |                                      | Sibilla di Sassonia                        | Enrico IV di Sassonia              |  |  |       |  |  |                                 |  |  |                              |  |
|                                            |                                      | Sibilla di Sassonia                        | Enrico IV di Sassonia              |  |  |       |  |  |                                 |  |  |                              |  |
|                                            |                                      | Sibilla di Sassonia                        | Caterina di Meclemburgo-Schwerin   |  |  |       |  |  |                                 |  |  |                              |  |
| Maria Elisabetta di Brunswick-Wolfenbüttel |                                      | Sibilla di Sassonia                        |                                    |  |  |       |  |  |                                 |  |  |                              |  |
|                                            | Giovanni VII di Meclemburgo-Schwerin | Giovanni Alberto I di Meclemburgo-Schwerin |                                    |  |  |       |  |  |                                 |  |  |                              |  |
|                                            | Giovanni VII di Meclemburgo-Schwerin | Giovanni Alberto I di Meclemburgo-Schwerin |                                    |  |  |       |  |  |                                 |  |  |                              |  |
|                                            | Giovanni VII di Meclemburgo-Schwerin | Anna Sofia di Prussia                      |                                    |  |  |       |  |  |                                 |  |  |                              |  |
| Giovanni Alberto II di Meclemburgo-Güstrow | Giovanni VII di Meclemburgo-Schwerin |                                            |                                    |  |  |       |  |  |                                 |  |  |                              |  |
|                                            |                                      | Sofia di Holstein-Gottorp                  | Adolfo di Holstein-Gottorp         |  |  |       |  |  |                                 |  |  |                              |  |
|                                            |                                      | Sofia di Holstein-Gottorp                  | Adolfo di Holstein-Gottorp         |  |  |       |  |  |                                 |  |  |                              |  |
|                                            |                                      | Sofia di Holstein-Gottorp                  | Cristina d'Assia                   |  |  |       |  |  |                                 |  |  |                              |  |
| Elisabetta Sofia di Meclemburgo-Güstrow    |                                      | Sofia di Holstein-Gottorp                  |                                    |  |  |       |  |  |                                 |  |  |                              |  |
|                                            |                                      | Cristoforo di Meclemburgo                  | Alberto VII di Meclemburgo-Güstrow |  |  |       |  |  |                                 |  |  |                              |  |
|                                            |                                      | Cristoforo di Meclemburgo                  | Alberto VII di Meclemburgo-Güstrow |  |  |       |  |  |                                 |  |  |                              |  |
|                                            |                                      | Cristoforo di Meclemburgo                  | Anna di Brandeburgo                |  |  |       |  |  |                                 |  |  |                              |  |
| Margherita Elisabetta di Meclemburgo       |                                      | Cristoforo di Meclemburgo                  |                                    |  |  |       |  |  |                                 |  |  |                              |  |
|                                            |                                      | Elisabetta Vasa                            | Gustavo I di Svezia                |  |  |       |  |  |                                 |  |  |                              |  |
|                                            |                                      | Elisabetta Vasa                            | Gustavo I di Svezia                |  |  |       |  |  |                                 |  |  |                              |  |
|                                            |                                      | Elisabetta Vasa                            | Margherita Leijonhufvud            |  |  |       |  |  |                                 |  |  |                              |  |
|                                            |                                      | Elisabetta Vasa                            |                                    |  |  |       |  |  |                                 |  |  |                              |  |